# Rabak
Rabak (tiếng Ả Rập: ربك) là một thành phố ở đông nam Sudan và là thủ phủ bang Nin Trắng. Đây là một trong những thành phố công nghiệp quan trọng của đất nước.

## Lịch sử
Rabak được đặt làm thủ phủ của bang Nin Trắng vào năm 1994.

## Địa lý
Thành phố nằm trên bờ phía đông của sông Nin Trắng, cách Khartoum khoảng 260 km (160 mi) về phía nam và cách biên giới với Ethiopia 340 km (210 mi) về phía tây. Rabak nằm ở độ cao 362 mét so với mực nước biển. Nó được nối với phía bắc của Sudan qua tuyến đường Khartoum – Rabak; và được nối bằng đường bộ về phía đông đến Sennar và về phía tây với Al-Ubayyid.

### Khí hậu
Rabak có khí hậu sa mạc nóng (phân loại khí hậu Köppen BWh), mặc dù có lượng mưa trên 350 mm hoặc 14 inch hàng năm, do khả năng thoát hơi nước rất cao.
| Dữ liệu khí hậu của Rabak (độ cao 381 mét hay 1.250 foot, 1981-2010) | Dữ liệu khí hậu của Rabak (độ cao 381 mét hay 1.250 foot, 1981-2010) | Dữ liệu khí hậu của Rabak (độ cao 381 mét hay 1.250 foot, 1981-2010) | Dữ liệu khí hậu của Rabak (độ cao 381 mét hay 1.250 foot, 1981-2010) | Dữ liệu khí hậu của Rabak (độ cao 381 mét hay 1.250 foot, 1981-2010) | Dữ liệu khí hậu của Rabak (độ cao 381 mét hay 1.250 foot, 1981-2010) | Dữ liệu khí hậu của Rabak (độ cao 381 mét hay 1.250 foot, 1981-2010) | Dữ liệu khí hậu của Rabak (độ cao 381 mét hay 1.250 foot, 1981-2010) | Dữ liệu khí hậu của Rabak (độ cao 381 mét hay 1.250 foot, 1981-2010) | Dữ liệu khí hậu của Rabak (độ cao 381 mét hay 1.250 foot, 1981-2010) | Dữ liệu khí hậu của Rabak (độ cao 381 mét hay 1.250 foot, 1981-2010) | Dữ liệu khí hậu của Rabak (độ cao 381 mét hay 1.250 foot, 1981-2010) | Dữ liệu khí hậu của Rabak (độ cao 381 mét hay 1.250 foot, 1981-2010) | Dữ liệu khí hậu của Rabak (độ cao 381 mét hay 1.250 foot, 1981-2010) |
| Tháng                                                                | 1                                                                    | 2                                                                    | 3                                                                    | 4                                                                    | 5                                                                    | 6                                                                    | 7                                                                    | 8                                                                    | 9                                                                    | 10                                                                   | 11                                                                   | 12                                                                   | Năm                                                                  |
| -------------------------------------------------------------------- | -------------------------------------------------------------------- | -------------------------------------------------------------------- | -------------------------------------------------------------------- | -------------------------------------------------------------------- | -------------------------------------------------------------------- | -------------------------------------------------------------------- | -------------------------------------------------------------------- | -------------------------------------------------------------------- | -------------------------------------------------------------------- | -------------------------------------------------------------------- | -------------------------------------------------------------------- | -------------------------------------------------------------------- | -------------------------------------------------------------------- |
| Cao kỉ lục °C (°F)                                                   | 41.0 (105.8)                                                         | 42.8 (109.0)                                                         | 46.0 (114.8)                                                         | 47.5 (117.5)                                                         | 46.2 (115.2)                                                         | 44.4 (111.9)                                                         | 45.0 (113.0)                                                         | 41.0 (105.8)                                                         | 44.0 (111.2)                                                         | 42.5 (108.5)                                                         | 42.2 (108.0)                                                         | 40.5 (104.9)                                                         | 47.5 (117.5)                                                         |
| Trung bình ngày tối đa °C (°F)                                       | 33.7 (92.7)                                                          | 34.9 (94.8)                                                          | 39.1 (102.4)                                                         | 41.9 (107.4)                                                         | 42.2 (108.0)                                                         | 39.8 (103.6)                                                         | 36.3 (97.3)                                                          | 34.5 (94.1)                                                          | 35.8 (96.4)                                                          | 38.4 (101.1)                                                         | 37.4 (99.3)                                                          | 34.6 (94.3)                                                          | 37.3 (99.1)                                                          |
| Trung bình ngày °C (°F)                                              | 24.3 (75.7)                                                          | 25.8 (78.4)                                                          | 29.3 (84.7)                                                          | 32.6 (90.7)                                                          | 33.6 (92.5)                                                          | 32.3 (90.1)                                                          | 29.8 (85.6)                                                          | 28.8 (83.8)                                                          | 29.7 (85.5)                                                          | 31.2 (88.2)                                                          | 29.0 (84.2)                                                          | 25.8 (78.4)                                                          | 29.2 (84.6)                                                          |
| Tối thiểu trung bình ngày °C (°F)                                    | 16.5 (61.7)                                                          | 17.0 (62.6)                                                          | 20.3 (68.5)                                                          | 23.5 (74.3)                                                          | 25.5 (77.9)                                                          | 25.3 (77.5)                                                          | 23.7 (74.7)                                                          | 23.3 (73.9)                                                          | 23.2 (73.8)                                                          | 23.7 (74.7)                                                          | 21.1 (70.0)                                                          | 17.9 (64.2)                                                          | 21.6 (70.9)                                                          |
| Thấp kỉ lục °C (°F)                                                  | 9.4 (48.9)                                                           | 7.4 (45.3)                                                           | 12.0 (53.6)                                                          | 11.9 (53.4)                                                          | 16.3 (61.3)                                                          | 15.0 (59.0)                                                          | 17.4 (63.3)                                                          | 17.2 (63.0)                                                          | 18.9 (66.0)                                                          | 18.9 (66.0)                                                          | 12.0 (53.6)                                                          | 7.5 (45.5)                                                           | 7.4 (45.3)                                                           |
| Lượng mưa trung bình mm (inches)                                     | 0.4 (0.02)                                                           | 0.0 (0.0)                                                            | 2.5 (0.10)                                                           | 3.8 (0.15)                                                           | 16.7 (0.66)                                                          | 39.2 (1.54)                                                          | 95.7 (3.77)                                                          | 116.6 (4.59)                                                         | 72.1 (2.84)                                                          | 8.9 (0.35)                                                           | 1.8 (0.07)                                                           | 0.3 (0.01)                                                           | 358 (14.1)                                                           |
| Nguồn 1: Meteo Climat                                                |                                                                      |                                                                      |                                                                      |                                                                      |                                                                      |                                                                      |                                                                      |                                                                      |                                                                      |                                                                      |                                                                      |                                                                      |                                                                      |
| Nguồn 2: Meteo Climat                                                |                                                                      |                                                                      |                                                                      |                                                                      |                                                                      |                                                                      |                                                                      |                                                                      |                                                                      |                                                                      |                                                                      |                                                                      |                                                                      |

## Nhân khẩu
| Năm             | Dân số  |
| --------------- | ------- |
| 1973 (thống kê) | 18.399  |
| 1983 (thống kê) | 26.693  |
| 1993 (thống kê) | 59.261  |
| 2007 (ước tính) | 152.711 |

## Kinh tế
Rabak là một trong những thành phố thương mại lớn ở Sudan nhờ vị trí địa lý và các tuyến giao thông liên kết với các bang lớn khác của đất nước. Nó có Công ty Xi măng sông Nin, sản xuất 50.200 tấn xi măng năm 2001 và 41.000 tấn xi măng năm 2002. Gần đó còn có một mỏ canxit, cùng với nhà máy đường Kenana, nhà máy đường Asallaia, các nhà máy lọc dầu và cơ sở sản xuất khác.